# Chris Morgan (scénariste)
Pour les articles homonymes, voir Chris Morgan.
Chris Morgan, né le 24 novembre 1966 à Chicago, Illinois, est un scénariste américain. Chris Morgan est notamment connu pour à avoir écrit les scénarios de Fast and Furious: Tokyo Drift à Fast and Furious 8.

## Filmographie

### Cinéma

#### En tant que scénariste
- 2004 : Cellular de David Richard Ellis
- 2006 : Fast and Furious: Tokyo Drift de Justin Lin (coscénariste)
- 2008 : Connected de Benny Chan (coscénariste)
- 2008 : Wanted : Choisis ton destin de Timur Bekmambetov (coscénariste)
- 2009 : Fast and Furious 4 de Justin Lin
- 2011 : Fast and Furious 5 de Justin Lin
- 2013 : Fast and Furious 6 de Justin Lin
- 2014 : 47 Ronin de Carl Erik Rinsch (coscénariste)
- 2015 : Fast and Furious 7 de James Wan
- 2015 : Les dossiers secrets du Vatican de Mark Neveldine (coscénariste)
- 2017 : Fast and Furious 8 de F. Gary Gray
- 2019 : Fast and Furious: Hobbs and Shaw de David Leitch
- 2023 : Shazam! La Rage des Dieux (Shazam! Fury of the Gods) de David F. Sandberg
- 2023 : Red One de Jake Kasdan
- prévu pour 2024 : Fast and Furious present : Hobbs and Reyes

#### En tant que producteur
- 2008 : Next of Kin de Martha M. Elcan (coproducteur)
- 2008 : Danny la terreur de Douglas Horn (coproducteur)
- 2011 : Crime of the Century de Dan Trachtenberg
- 2015 : Les dossiers secrets du Vatican de Mark Neveldine
- 2017 : La Momie d'Alex Kurtzman
- 2023 : Red One de Jake Kasdan

#### En tant que producteur délégué
- 2013 : Fast and Furious 6 de Justin Lin
- 2015 : Fast and Furious 7 de James Wan
- 2017 : Fast and Furious 8 de F. Gary Gray

### Télévision

#### En tant que scénariste
- 2009 : The Troop de ? (coscénariste)
- 2013 : Big Thunder de Rob Bowman
- 2014 : Gang Related de Allen Hughes

#### En tant que producteur
- 2005 : Les Ailes du chaos de David Jackson
- 2013 : Big Thunder de Rob Bowman

#### En tant que producteur délégué
- 2014 : Gang Related de Allen Hughes

## Jeux vidéo
- 2009 : Wanted : Les Armes du destin (scénariste)